# St. Peter und Paul (Zaloňov)

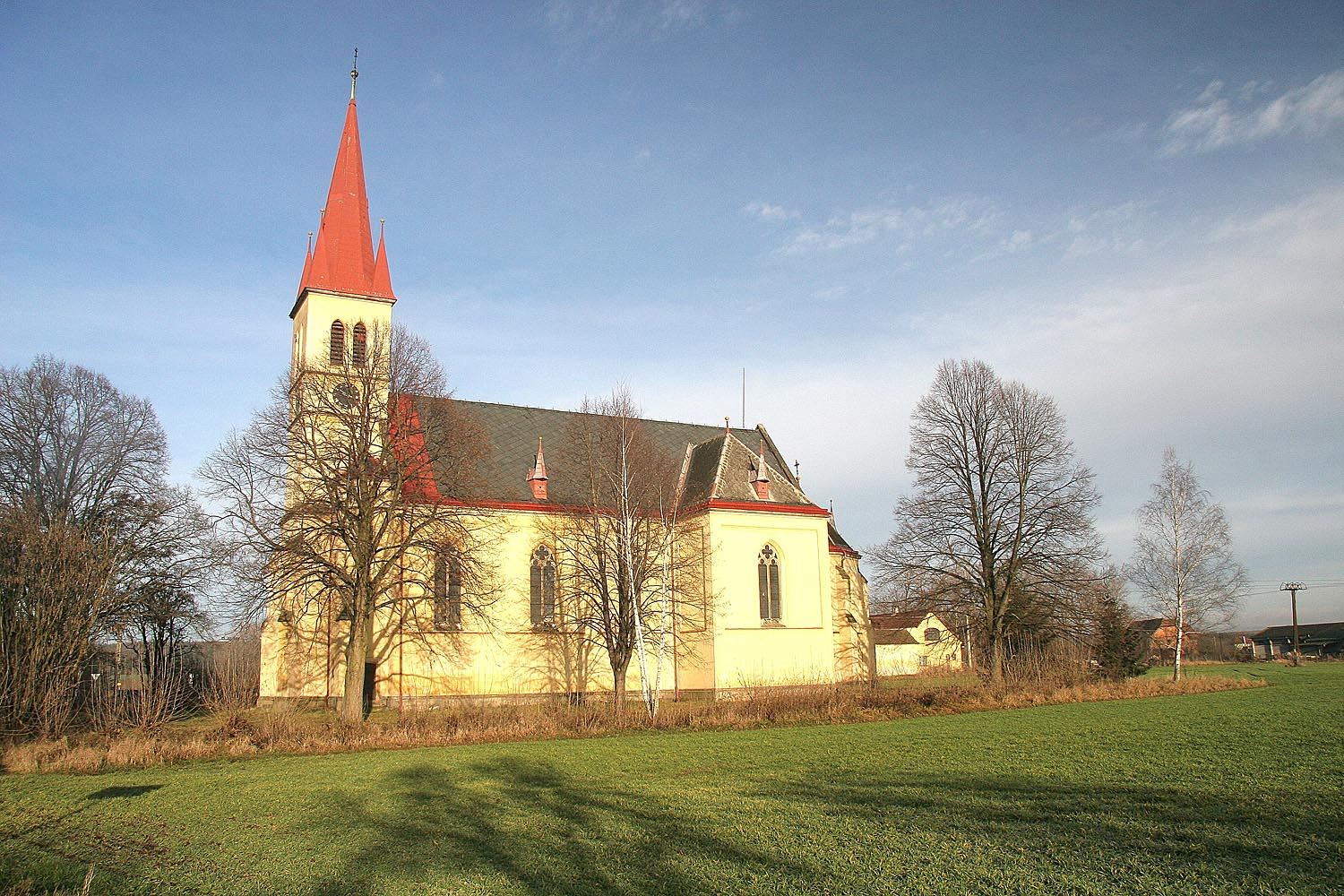
St. Peter und Paul (Zaloňov)

St. Peter und Paul ist eine römisch-katholische Pfarrkirche in Zaloňov (deutsch Salnai) im Okres Náchod in Tschechien. Sie gehört zum Bistum Königgrätz.

## Geschichte
Eine Kirche bestand schon im 14. Jahrhundert, Geistliche sind von 1372 bis 1404 urkundlich belegt. Die Kirche soll während der Hussitenkriege zerstört worden sein. Salnai gehörte zur Herrschaft Žireč (Schurz) und ging mit dieser 1635 an die neuen Besitzer über. Während des Dreißigjährigen Krieges äscherten die Schweden 1645 Dorf und Hof ein. Das Dach der Kirche wurde abgerissen, die Kirche aufs äußerste ruiniert, später wieder notdürftig hergerichtet. 1672 bauten Jesuiten die Kirche wieder auf und erneuerten sie 1725. Sie gehörte seit 1625 zur Pfarrei St. Joseph in Dubenetz und erhielt 1784 einen Lokalkaplan. 1857 wurde sie zur Pfarrkirche erhoben. 
Die alte Kirche stand auf dem Friedhof; 1893 wurde sie wegen Baufälligkeit geschlossen und später abgetragen. Von 1898 bis 1900 wurde der heute erhaltene Bau am Ort der vorherigen Kirche in neugotischem Stil erbaut und am 19. November 1900 geweiht. Vormals gehörte die Kirche zum Vikariat Gradlitz.